# Совість (фільм, 1965)
«Совість» (рос. «Совесть») — радянський художній фільм-драма 1965 року, знятий режисером Сергієм Алексєєвим на кіностудії «Мосфільм».

## Сюжет
За однойменним романом Дори Павлової. Про співробітників науково-дослідного інституту, про непрості стосунки між парторгом та директором цього інституту.

## У ролях
- Михайло Глузський — головна роль
- Анатолій Кузнецов — Мартьянов
- Всеволод Сафонов — Зеленкевич
- Павло Шпрингфельд — Птєнцов
- Раднер Муратов — Рахімов
- Олександр Хвиля — Цвєтаєв
- Алла Ларіонова — Наталка
- Олена Максимова — Олена Євгенівна
- Тамара Сьоміна — Валя
- Валентина Бєляєва — Зуєва
- Никифор Колофідін — Якимов
- Вадим Захарченко — парторг Усовський
- Олександр Смирнов — Калітін
- Олександр Дігтяр — член бюро райкому
- Олексій Бахар — співробітник інституту
- Віра Бурлакова — жінка на зборах
- Олена Вольська — епізод
- Олександра Данилова — епізод
- Олександр Лебедєв — епізод
- Данило Нетребін — епізод
- Віктор Колпаков — епізод
- Ніна Крачковська — секретарка
- Клавдія Хабарова — епізод
- Віктор Маркін — співробітник інституту
- Георгій Шаповалов — співробітник інституту
- Олена Муратова — секретарка

## Знімальна група
- Режисер — Сергій Алексєєв
- Сценарист — Будимир Метальников
- Оператор — Юрій Зубов
- Композитор — Володимир Юровський